# Turkmenistan i olympiska sommarspelen 2008
Turkmenistan i olympiska sommarspelen 2008 bestod av 10 idrottare som blivit uttagna av Turkmenistans olympiska kommitté.

## Boxning
- Huvudartikel: Boxning vid olympiska sommarspelen 2008

| Tävlande          | Viktklass  | Sextondelsfinal      | Åttondelsfinal       | Kvartsfinal          | Semifinal            | Final                |
| Tävlande          | Viktklass  | Motståndare Resultat | Motståndare Resultat | Motståndare Resultat | Motståndare Resultat | Motståndare Resultat |
| ----------------- | ---------- | -------------------- | -------------------- | -------------------- | -------------------- | -------------------- |
| Aliasker Bashirov | Weltervikt | Chiguer (FRA) L 17-6 | Gick inte vidare     | Gick inte vidare     | Gick inte vidare     | Gick inte vidare     |

## Friidrott
- Huvudartikel: Friidrott vid olympiska sommarspelen 2008

Förkortningar
- Noteringar – Placeringarna avser endast löparens eget heat
- Q = Kvalificerad till nästa omgång
- q = Kvalificerade sig till nästa omgång som den snabbaste idrottaren eller, i fältgrenarna, via placering utan att uppnå kvalgränsen.
- NR = Nationellt rekord
- N/A = Omgången ingick inte i grenen
- Bye = Idrottaren behövde inte delta i denna omgång

Herrar
Fältgrenar
| Idrottare          | Gren          | Kval    | Kval      | Final            | Final            |
| Idrottare          | Gren          | Distans | Placering | Distans          | Placering        |
| ------------------ | ------------- | ------- | --------- | ---------------- | ---------------- |
| Amanmurad Hommadov | Släggkastning | NM      | —         | Gick inte vidare | Gick inte vidare |

Damer
Bana & landsväg
| Valentina Nazarova | 100 m | 11.94 | 6 | Gick inte vidare | Gick inte vidare | Gick inte vidare | Gick inte vidare | Gick inte vidare | Gick inte vidare |

## Judo
Herrar
| Idrottare            | Gren                   | Inledande omgång          | Sextondelsfinal          | Åttondelsfinal       | Kvartsfinal          | Semifinal            | Återkval 1               | Återkval 2           | Återkval 3           | Final / BM           | Final / BM       |
| Idrottare            | Gren                   | Motståndare Resultat      | Motståndare Resultat     | Motståndare Resultat | Motståndare Resultat | Motståndare Resultat | Motståndare Resultat     | Motståndare Resultat | Motståndare Resultat | Motståndare Resultat | Placering        |
| -------------------- | ---------------------- | ------------------------- | ------------------------ | -------------------- | -------------------- | -------------------- | ------------------------ | -------------------- | -------------------- | -------------------- | ---------------- |
| Guwanç Nurmuhammedow | Halv lättvikt (-66 kg) | Pak C-M (PRK) L 0000–1000 | Gick inte vidare         | Gick inte vidare     | Gick inte vidare     | Gick inte vidare     | Casale (ITA) L 0002–0012 | Gick inte vidare     | Gick inte vidare     | Gick inte vidare     | Gick inte vidare |
| Nasiba Surkieva      | Mellanvikt (-70 kg)    | i.u.                      | Rousey (USA) L 0000–1010 | Gick inte vidare     | Gick inte vidare     | Gick inte vidare     | Gick inte vidare         | Gick inte vidare     | Gick inte vidare     | Gick inte vidare     | Gick inte vidare |

## Simning
- Huvudartikel: Simning vid olympiska sommarspelen 2008

## Skytte
- Huvudartikel: Skytte vid olympiska sommarspelen 2008

## Tyngdlyftning
- Huvudartikel: Tyngdlyftning vid olympiska sommarspelen 2008